# Pe (lettre)
Pour les articles homonymes, voir PE.
| Phénicien | Hébreu        | Hébreu        | Hébreu        | Hébreu       | Hébreu       | Hébreu       |
|           | Forme normale | Forme normale | Forme normale | Forme finale | Forme finale | Forme finale |
| --------- | ------------- | ------------- | ------------- | ------------ | ------------ | ------------ |
| Pe        | פ             | פ             |               | ף            | ף            |              |

Pe ou Phe (פ, prononcé /p/ ou /f/) est la dix-septième lettre de l'alphabet phénicien et hébreu. La lettre phénicienne donna le Pi (Π, π) de l'alphabet grec, le P de l'alphabet latin et de son équivalent cyrillique.
Le mot hébreu פֶּה (Pé) signifie « bouche ».
La valeur numérique de  פ  est 80 et celle de  ף  est 800.
Lorsque le פ est marqué d'un point (Daguech) : פּ, il se prononce p (articulation occlusive), sinon il se prononce ph, comme dans pharmacie ou il se prononce f (articulation fricative).
Le caractère Unicode de פ est 05E4.